# Reme
Reme es una aldea española situada en la parroquia de Obe, del municipio de Ribadeo, en la provincia de Lugo, Galicia.

## Demografía
| Gráfica de evolución demográfica de Reme entre 2000 y 2020 |
|                                                            |
| Datos según el nomenclátor publicado por el INE.           |